# Franklin (Arizona)
Pour les articles homonymes, voir Franklin.
Franklin est une census-designated place du comté de Greenlee, dans l'État de l'Arizona, aux États-Unis. En 2020, elle compte une population de 75 habitants.